# Водни змии
 Тази статия е за рода змии.  За съзвездието вижте Водна змия (съзвездие).  
Водните змии (Natrix) са род неотровни змии от семейство Смокообразни (Colubridae).

## Описание
Тялото им е сивкаво. Достигат дължина до 1,5 m.

## Разпространение
Навсякъде, без Южна Америка и остров Мадагаскар.

## Размножаване
Размножават се с яйца. Някои са яйцеживородни.

## Хранене
Хранят се главно с риба и жаби.

## Видове
Род Водни змии включва между 65 и 80 вида, сред които:
- Natrix flavifrons
- Natrix maura
- Natrix megalocephala
- Natrix natrix – Жълтоуха (обикновена) водна змия
- Natrix tessellata – Сива (дългоглава) водна змия